# Eisenpass
Der Eisenpass (in offiziellen Dokumenten auch noch in der alten Schreibweise Eisenpaß) ist ein 1183 m ü. A. hoher Übergang über die Gleinalpe.

## Lage und Umgebung
Der Eisenpass ist ein leicht zu bezwingender Pass, der zwischen Hochalpe (Wetterkogel, 1643 m ü. A.) und Hochanger (1304 m ü. A.) von Westen aus dem Utschgraben nach Osten in den Zlattengraben führt. In Verbindung mit dem Trasattel (zwischen Gößgraben und Utschgraben) schafft er auch einen Verkehrsweg zwischen den Oberen Murtal bei Leoben und dem Mittleren Murtal. Dies bedeutet eine Umgehung des Murknies bei Bruck an der Mur. Der Eisenpass wurde aber verkehrstechnisch nie ausgebaut, sondern kann bis heute nur über Forststraßen überwunden werden. Die Eisenpaßstraße im Zlattengraben ist bis zu einem kleinen Parkplatz bei der sogenannten Griesbrücke (rund 2,3 km Luftlinie östlich der Passhöhe) öffentlich befahrbar. 
Im Talschluss des Zlattengrabens befindet sich das private Forstgut Eisenpaß, auf Seite des Utschgrabens liegt die im Sommer bewirtschaftete Utschmoaralm knapp unterhalb des Passhöhe. Auf der Passhöhe befindet sich eine kleine, laut Bauinschrift 1998 wiedererrichtete Kapelle. Daran angeschlossen ist ein kleiner Friedhof der lokalen Forstverwaltung.
Der Eisenpass ein beliebtes Ziel für Wanderer, hier verläuft auch der Zentralalpenweg.

## Februarkämpfe 1934
Der Abgeordnete Koloman Wallisch, der politische Führer der Februarkämpfe 1934 in der Obersteiermark, floh im Zuge der Niederschlagung des Aufstandes mit seinen Anhängern von Bruck über den Utschgraben und den tief verschneiten Eisenpass zum Hochanger. Am 18. Februar 1934 wurde Wallisch in Ardning im Bezirk Liezen verhaftet, am darauffolgenden Tag vor ein Standgericht gestellt und zum Tode verurteilt. Das Urteil wurde noch in der Nacht vollstreckt. Der Weg über den Utschgraben trägt daher den Namen Koloman-Wallisch-Gedenkweg.

Galerie
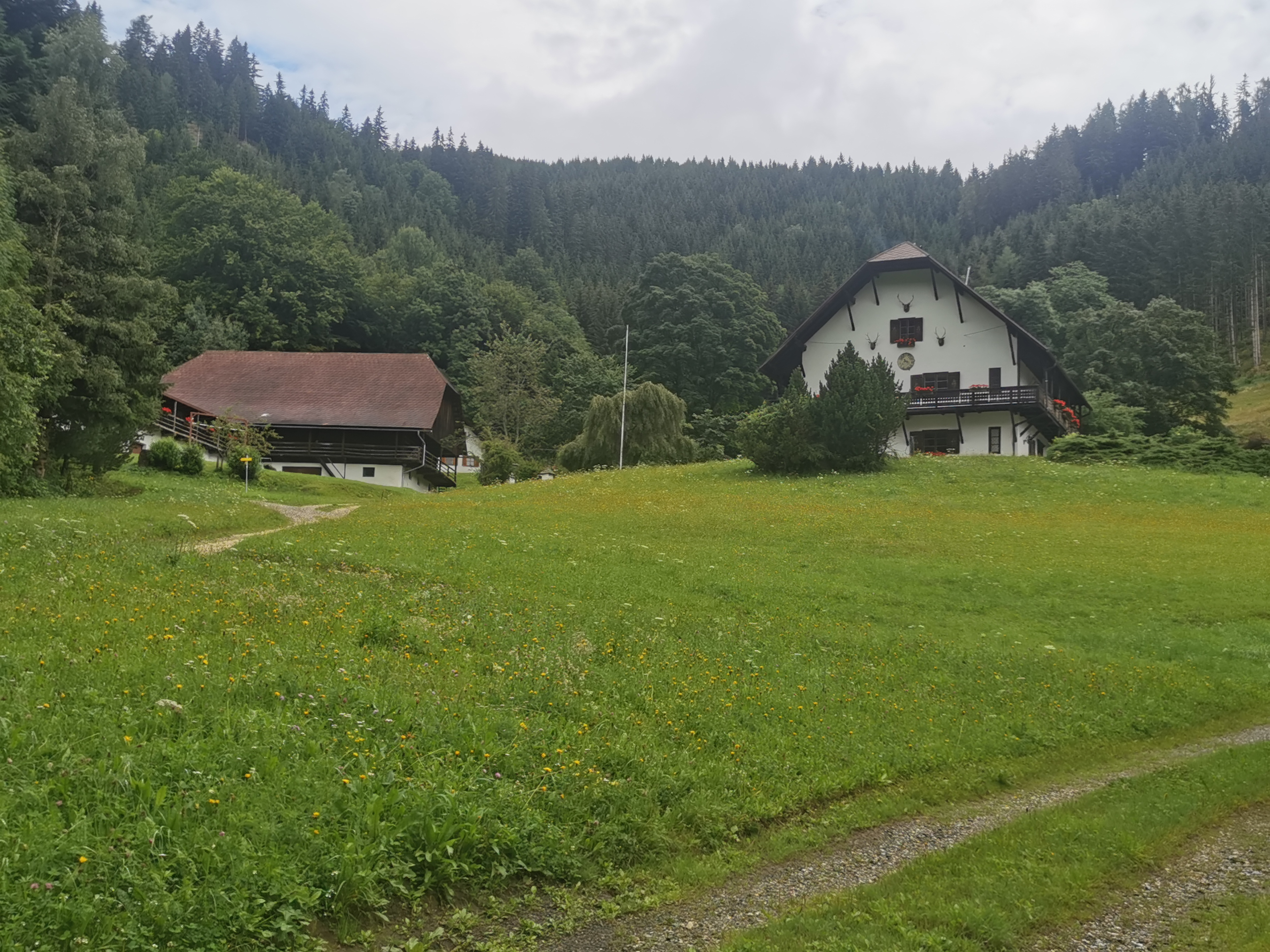
Das Forstgut Eisenpaß.
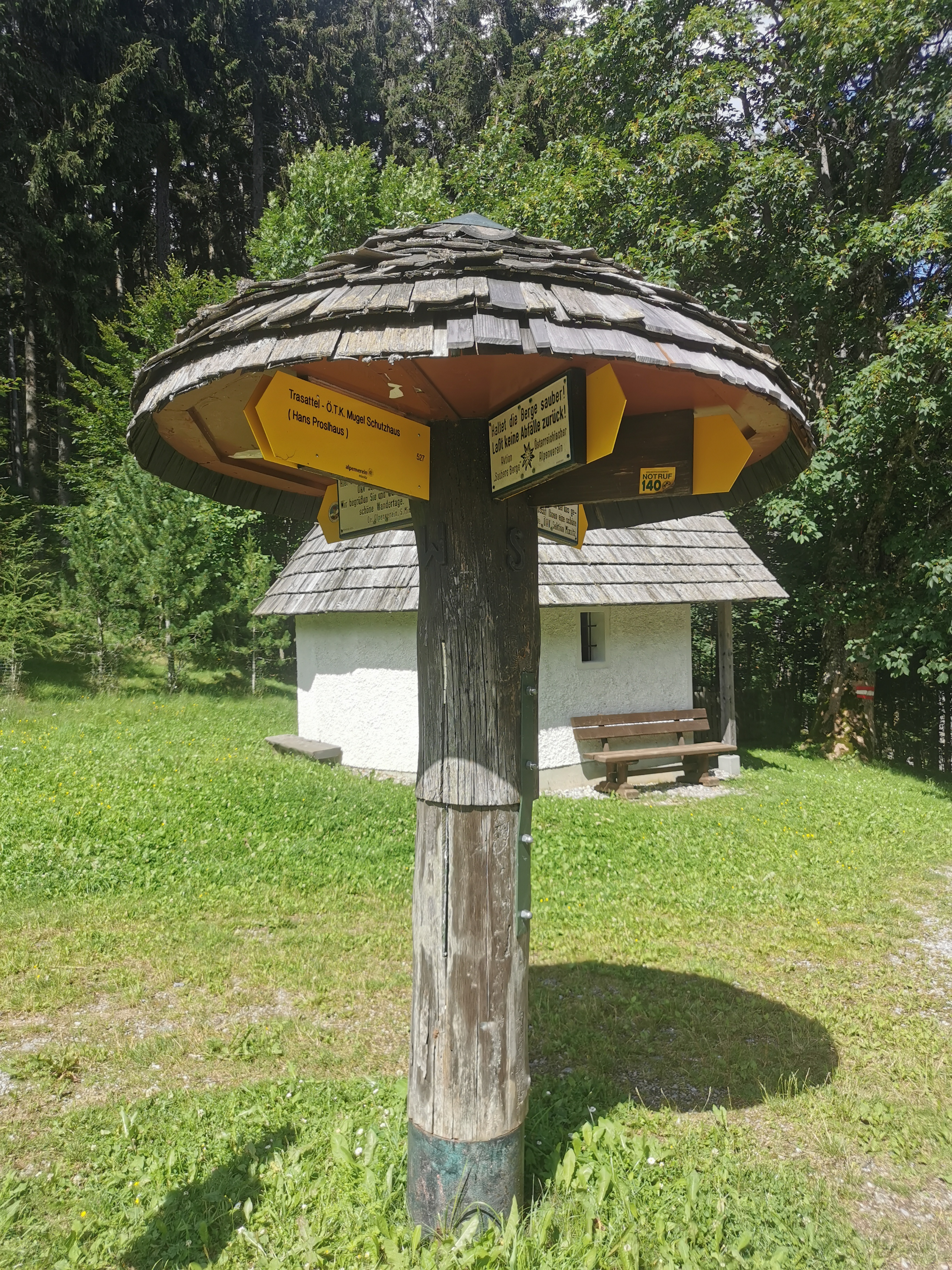
Wegspinne auf der Passhöhe und Kapelle.
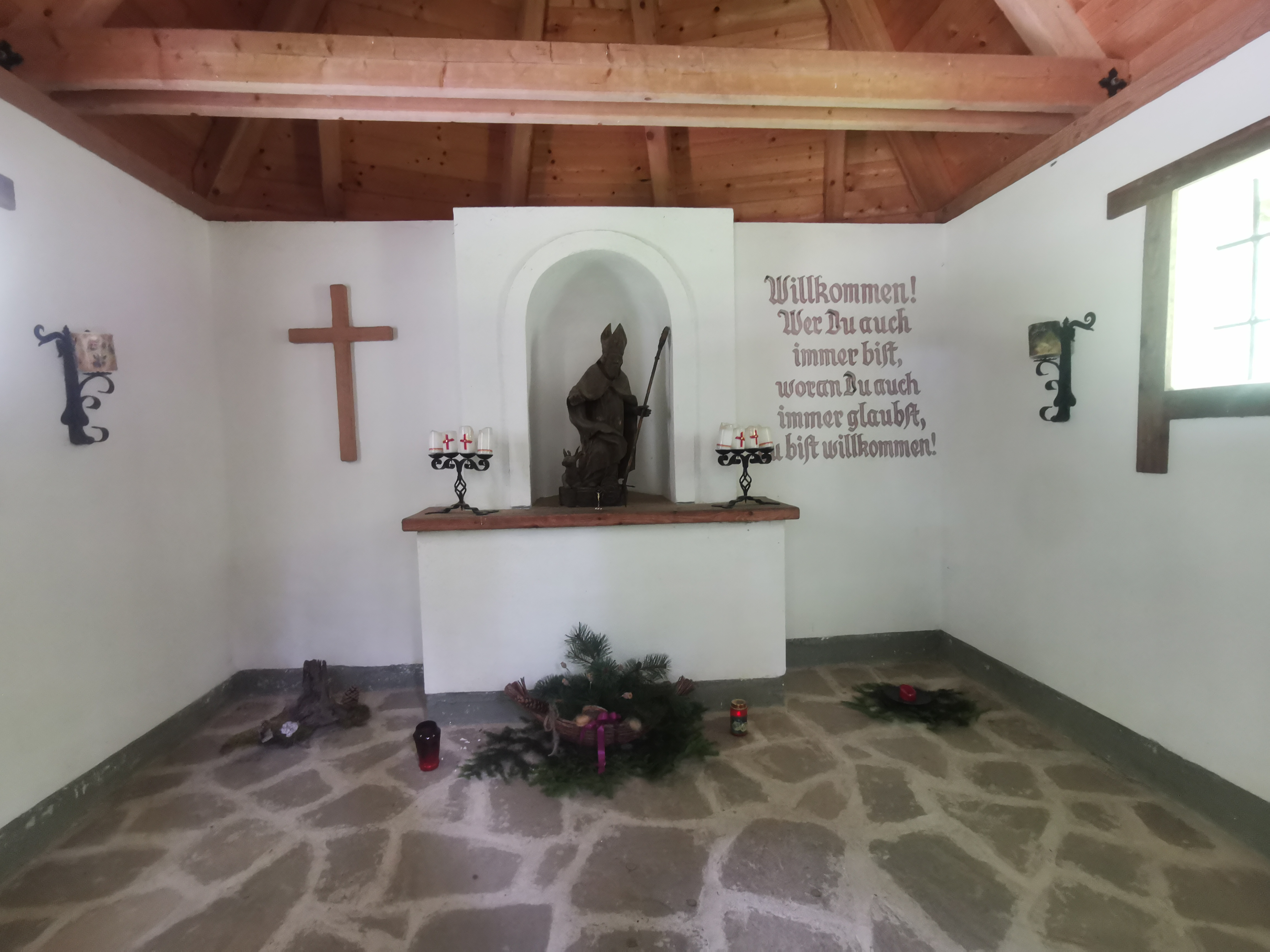
Inneres der Kapelle.
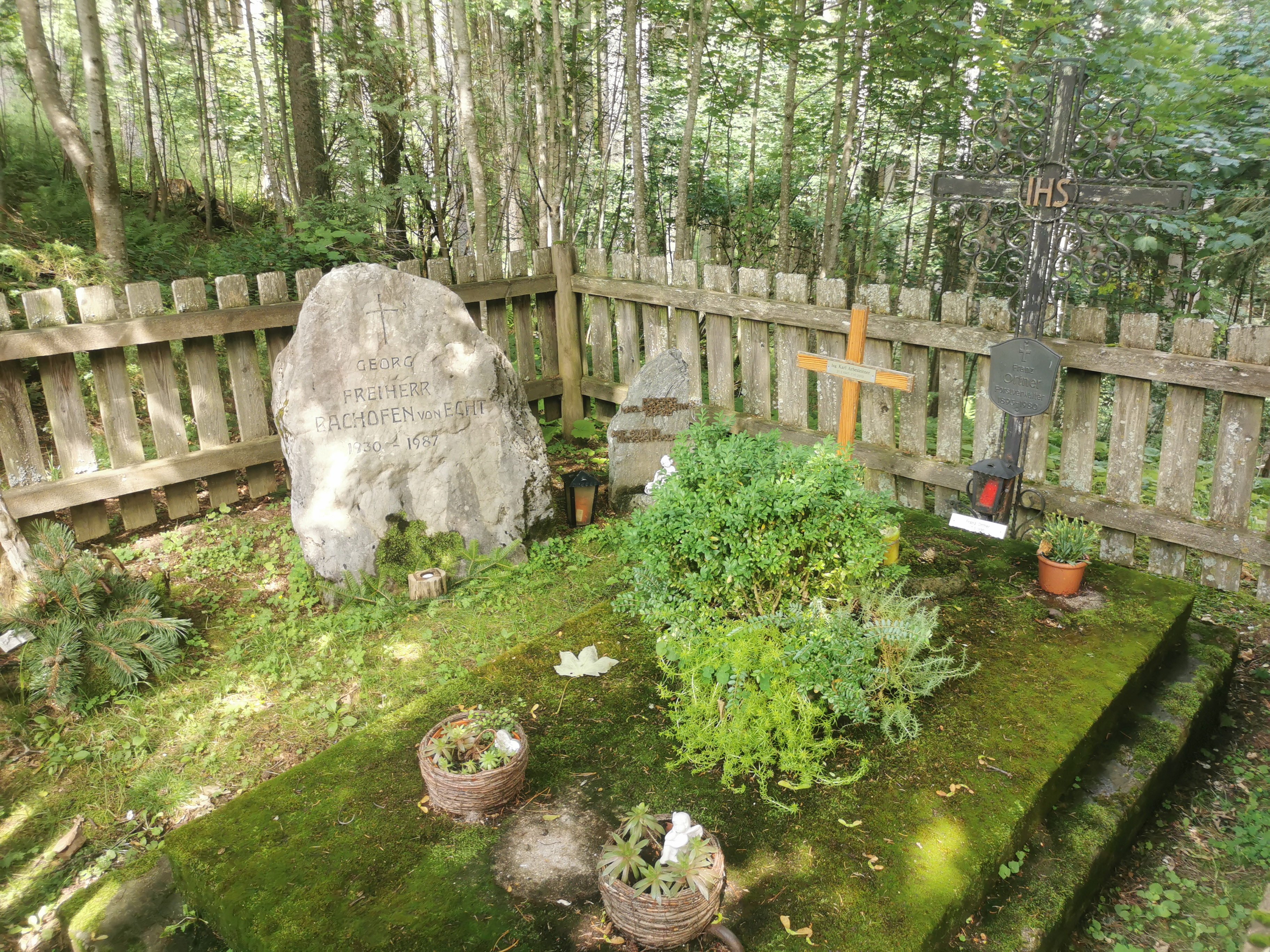
Friedhof am Eisenpass.